# Danny Szetela
Daniel "Danny" Szetela (Passaic, Nova Jersey, 17 de juny de 1987) és un futbolista estatunidenc, que ocupa la posició de migcampista.
Comença la seua carrera a les files del Columbus Crew. amb qui juga 28 partits. En eixe període hi destaca en el plànol internacional amb les seues actuacions amb les seleccions inferiors estatunidenques, que van cridar l'atenció de diversos equips europeus.
L'estiu del 2007 fitxa pel Racing de Santander, amb qui tan sols disputa un encontre de Copa del Rei. Al mercat d'hivern de la temporada 07/08, és cedit a la Brescia Calcio.
Al quadre italià roman durant any i mig, tot disputant 17 partits i marcant un gol. En finalitzar la campanya 08/09 retorna a les files del Racing, però no té lloc a l'equip càntabre. Llavors, el migcampista retorna al seu país, per recalar al DC United.
El 2003 Szetela va participar en el Mundial sub-17, celebrat a Finlàndia. Era el segon jugador més jove del combinat nord-americà, i hi va jugar els quatre partits de la seua selecció, tot marcant dos gols. Dos anys després, és convocat per al Mundial Juvenil, als Països Baixos, on marca dos gols. Encara hi participaria en un altre Mundial Juvenil, el 2007 i a Corea del Sud. En aquesta ocasió hi va aconseguir marcar en tres ocasions, dos d'ells contra Polònia, el país dels seus ascendents.
A l'octubre de 2007 debuta amb la selecció absoluta nord-americana contra Suïssa. Durant un temps es va especular amb la possibilitat que Szetela hi jugara al màxim nivell amb Polònia, ja que té el passaport polonès i parla la llengua polonesa, fins i tot era el desig dins la seua família, però, el llavors seleccionador de Polònia, Pawel Janas, va assenyalar que al seu país "hi ha 200 jugadors com Szetela"
El 2008 participa en els Jocs Olímpics de Beijing.